# Jesús Enciso Viana
Jesús Enciso Viana (Vitoria, 15 de enero de 1906 – Palma de Mallorca, 21 de septiembre de 1964).
Tras estudiar latín en Laguardia ingresó en el seminario de Vitoria donde estudió Filosofía y Teología. Una vez ordenado sacerdote, pensionado por su diócesis en 1925 se trasladó a Roma, estudiando en el Instituto Bíblico y Teología en la Universidad Gregoriana.
En 1930 regresó al seminario de Vitoria como profesor de Introducción y Exégesis del Antiguo Testamento. Durante la Guerra Civil fue rector del Seminario de Vergara. Finalizada esta fue llamado a Madrid donde le eligieron como lectoral de la Catedral y profesor de Sagradas Escrituras, en el Seminario Conciliar. Desempeñó el cargo de consiliario nacional de las mujeres de Acción Católica, el mismo puesto del Centro de Propagandistas de Madrid y director espiritual de la Hermandad de Nuestra Señora de los Reyes.
En el plano intelectual fue jefe de la Sección Bíblica del Instituto Federico Suárez del C.S.I.C y posteriormente vicedirector de este instituto, director de la revista Estudios Bíblicos. Colaboró en varias revistas, entre ellas Ecclesia y fue autor de varios libros.
En 1946 formó parte de la embajada extraordinario que presidida por Eduardo Marquina acudió a la toma de posesión del presidente de Colombia, Mariano Ospina. Durante este viaje dio varias conferencias por América del Sur y en Santiago de Chile recibió el nombramiento de doctor honoris causa por la Universidad Católica. Posteriormente estuvo en los actos del centenario de la jerarquía eclesiástica británica en Londres.
En 1949 fue promovido como obispo titular de Elusa y administrador apostólico de Ciudad Rodrigo. A finales de año era titular de la restaurada diócesis en esta localidad, realizando la entrada oficial el 4 de junio de 1950. Transformó su Seminario, cambiando y renovando el plan de estudios y profesorado, restaurando y ampliando su edificio, biblioteca e iglesia. Impulsó Acción Católica y singularmente los Secretariados de Caridad, creando un patronato para construir viviendas económicas. También celebró tres congresos eucarísticos comarcales.
El 25 de septiembre de 1955 fue nombrado Obispo de la Diócesis de Mallorca, sucediendo a Mons. Juan Hervás Benet hasta que a principios de año cayó en una grave enfermedad, a resultas de la cual falleció.

## Obras
- Problemas del Génesis: revelación y ciencia (1936)
- Jesucristo: su vida y doctrina brevísimamente entresacada de los cuatro Evangelios (1937)
- El estudio bíblico de los códices litúrgicos mozárabes (1942)
- Curso de Historia comparada de las religiones (1943)
- Prohibiciones españolas de las versiones bíblicas en romance antes del Tridentino: trabajo leído en la apertura del curso 1944 a 1945 (1944)
- Cursillos de cristiandad en la diócesis de Mallorca (1956)
- Cartas (1964)

| Predecesor: ¿?                                                         | Obispo Titular de Eauze en Gers, Elusa 12 de octubre de 1949 - 2 de febrero de 1950     | Sucesor: ¿?                                                      |
| Predecesor: Máximo Yurramendi Alcain                                   | Administrador Apostólico de Ciudad Rodrigo 12 de octubre de 1949 - 2 de febrero de 1950 | Sucesor: Él mismo, como Obispo de la Diócesis de Ciudad Rodrigo. |
| Predecesor: Él mismo, como Administrador Apostólico de Ciudad Rodrigo. | Obispo de Ciudad Rodrigo 16 de abril de 1950 - 30 de mayo de 1955                       | Sucesor: José Bascuñana y López                                  |
| Predecesor: Juan Hervás Benet                                          | Obispo de Mallorca 30 de mayo de 1955 - 21 de septiembre de 1964                        | Sucesor: Rafael Álvarez Lara                                     |